# Guarda de Hlinka

Bandeira da Guarda de Hlinka

A Guarda de Hlinka (em eslovaco:  Hinklova Garda) foi uma milícia, organização paramilitar de ultradireita de carácter terrorista mantida pelo Partido Popular Eslovaco no período de 1938 a 1945, durante os anos da Segunda Guerra Mundial; deve o seu nome a Andrej Hlinka.
A Guarda de Hlinka foi precedida pela organização Rodobrana, que existiu de 1923 a 1927, quando as autoridades checoslovacas ordenaram a sua dissolução. Durante a crise causada pelas exigências de Adolf Hitler para a região dos Sudetos (no verão de 1938), a Guarda de Hlinka surgiu espontaneamente, e em 8 de outubro daquele ano, uma semana depois que as demandas de Hitler haviam sido aceitas na Conferência de Munique, a Guarda foi oficialmente criada, com Karol Sidor (1901-1953) como seu primeiro comandante.
É considerada uma das várias organizações paramilitares fascistas da época, semelhante as contemporâneas Guarda de Ferro romena ou o Partido da Cruz Flechada húngaro.